# Federação dos Municípios do Rio Grande do Norte
A Federação dos Municípios do Rio Grande do Norte, abreviadamente FEMURN, é uma associação estadual dos prefeitos potiguares, com o objetivo de articular benfeitorias em prol de seus municípios, onde possa defender os interesses de cada, atribuindo assistência e soluções aos prefeitos, com base na defesa de integrem nos objetivos comuns de bem servir a população, promovendo o desenvolvimento unificado do Rio Grande do Norte, mediante a cada conquista municipal e regional.
A FEMURN é interligada com a Confederação Nacional dos Municípios, com sede localizada em Brasília, capital federal, mantendo ainda ligações com outras instituições relacionadas com a luta municipalista em todo o Brasil.

## Atual diretoria - Biênio 2025/2026
| Cargo                    | Prefeito(a)                             | Município                              |
| ------------------------ | --------------------------------------- | -------------------------------------- |
| PRESIDENTE               | Anteomar Pereira da Silva               | Ex-prefeito de São Tomé                |
| 1º VICE-PRESIDENTE       | José Augusto de Freitas Rêgo            | Prefeito de Portalegre                 |
| 2º VICE-PRESIDENTE       | Fernando Antônio Bezerra                | Prefeito de Acari                      |
| 3ª VICE-PRESIDENTE       | Jussara Sales de Souza                  | Prefeita de Extremoz                   |
| 4º VICE-PRESIDENTE       | Augusto Cesar Emmanuel Pinheiro e Alves | Prefeito de Tangará                    |
| 5º VICE-PRESIDENTE       | Leonardo Teixeira da Cunha              | Prefeito de São Miguel do Gostoso      |
|                          |                                         |                                        |
| SECRETÁRIO-GERAL         | Artur Rodrigues do Vale                 | Prefeito de Governador Dix-Sept Rosado |
| 2ª SECRETÁRIA            | Marina Teodoro da Trindade              | Prefeita de Pedro Avelino              |
|                          |                                         |                                        |
| TESOUREIRO-GERAL         | Cleitom Jácome da Costa                 | Prefeito de Venha-Ver                  |
| 2º TESOUREIRO            | Francisco André Regis Júnior            | Prefeito de Itaú                       |
|                          |                                         |                                        |
| CONSELHEIRA FISCAL       | Maria Elce Mafaldo de Paiva Fernandes   | Prefeita de Major Sales                |
| CONSELHEIRA FISCAL       | Maria Erenir Freitas de Lima            | Prefeita de Maxaranguape               |
| CONSELHEIRO FISCAL       | José Nildo Galdino                      | Prefeito de Lagoa de Velhos            |
|                          |                                         |                                        |
| SUPLENTE CONSELHO FISCAL | Rosânia Maria Teixeira Ferreira         | Prefeita de Serrinha dos Pintos        |
| SUPLENTE CONSELHO FISCAL | José Nilson Pereira da Silva            | Prefeito de Bom Jesus                  |
| SUPLENTE CONSELHO FISCAL | Kerginaldo Medeiros de Araújo Júnior    | Prefeito de Senador Elói de Souza      |

## Presidentes da FEMURN
| Nº | Presidente                          | Imagem | Município / Cargo quando assumiu | Início de mandato       | Fim de mandato          |
| -- | ----------------------------------- | ------ | -------------------------------- | ----------------------- | ----------------------- |
| 1  | Wilma de Faria                      |        | Prefeita de Natal                | 21 de janeiro de 2001   | 15 de abril de 2002     |
| 2  | Hudson Pereira de Brito             |        | Prefeito de Santana do Seridó    | 15 de abril de 2002     | 27 de fevereiro de 2003 |
| 3  | Agnelo Alves                        |        | Prefeito de Parnamirim           | 27 de fevereiro de 2003 | 28 de maio de 2004      |
| 4  | Ivanilde Matias Xavier Medeiros     |        | Prefeita de Brejinho             | 28 de maio de 2004      | 12 de janeiro de 2005   |
| 5  | José Marcionilo de Barros Lins Neto |        | Prefeito de Currais Novos        | 15 de janeiro de 2007   | 2 de junho de 2008      |
| 6  | José Robenilson Ferreira            |        | Prefeito de Bento Fernandes      | 5 de junho de 2008      | 15 de janeiro de 2009   |
| 7  | Benes Leocádio                      |        | Prefeito de Lajes                | 15 de janeiro de 2009   | 3 de junho de 2012      |
| 8  | José Batista Gomes Gonçalves        |        | Prefeito de Brejinho             | 3 de junho de 2012      | 15 de janeiro de 2013   |
| 9  | Benes Leocádio                      |        | Prefeito de Lajes                | 15 de janeiro de 2013   | 15 de janeiro de 2015   |
| 10 | Francisco José da Silveira Júnior   |        | Prefeito de Mossoró              | 15 de janeiro de 2015   | 31 de maio de 2016      |
| 11 | Ivan Lopes Júnior                   |        | Prefeito de Assú                 | 31 de maio de 2016      | 15 de janeiro de 2017   |
| 12 | Benes Leocádio                      |        | Ex-prefeito de Lajes             | 15 de janeiro de 2017   | 6 de abril de 2018      |
| 13 | Naldinho                            |        | Prefeito de São Paulo do Potengi | 7 de abril de 2018      | 15 de janeiro de 2021   |
| 14 | Anteomar Pereira da Silva           |        | Prefeito de São Tomé             | 15 de janeiro de 2021   | 13 de janeiro de 2023   |
| 15 | Luciano Silva Santos                |        | Prefeito de Lagoa Nova           | 13 de janeiro de 2023   | 15 de janeiro de 2025   |
| 16 | Anteomar Pereira da Silva           |        | Ex-prefeito de São Tomé          | 15 de janeiro de 2025   | até a atualidade        |